# Rachad Fettal
Rachad Fettal Dhimi (Torre-Pacheco, 16 de enero de 2005) es un futbolista español, nacionalizado marroquí, que juega en la demarcación de delantero para el Real Madrid Castilla  de Primera Federación.

## Trayectoria
Tras formarse en las categorías inferiores de la UD Almería, el 31 de octubre de 2021 debutó con la UD Almería "B" contra el CD Huétor Vega en un partido que finalizó con un resultado de 1-0. El 3 de diciembre de 2023 debutó en Primera División contra el Real Betis tras sustituir a Largie Ramazani en el minuto 74.

## Clubes
| Club                 | País   | Año       | Partidos | Goles |
| -------------------- | ------ | --------- | -------- | ----- |
| UD Almería "B"       | España | 2022-2024 | 37       | 15    |
| UD Almería           | España | 2023-2025 | 21       | 1     |
| Real Madrid Castilla | España | 2025-     |          |       |